# 1922-es olasz labdarúgókupa
Az 1922-es olasz labdarúgókupa az olasz kupa 1. kiírása. A kupát a Vado nyerte meg.

## Eredmények

### Első forduló
| 1. csapat              | Eredmény  | 2. csapat               |
| ---------------------- | --------- | ----------------------- |
| Audace Livorno         | 0–21      | Molassana Genova        |
| Casalecchio            | 0–21      | Carpi                   |
| Crema                  | 4–1       | Codogno                 |
| Fanfulla Lodi          | 2–0       | Libertas Milano         |
| Forti e Liberi Forlì   | 3–0       | Mantovana               |
| Juventus Italia Milano | 2–0       | Enotria Goliardo Milano |
| Lucchese               | 9–0       | CS Firenze              |
| Novese                 | 6–0       | Aeronautica Torino      |
| Rivarolese             | 2–0       | Sestrese                |
| Spes Genova            | 0–1       | Speranza Savona         |
| Trevigliese            | 0–1 (hu.) | Saronno                 |
| Triestina              | 4–2       | Edera Trieste           |
| Udinese                | 4–0       | Feltrese                |
| Vado                   | 4–3 (hu.) | Fiorente Genova         |
| Valenzana              | 2–1       | Pastore Torino          |
| Vercellesi Erranti     | 0–1       | US Torinese             |
| Virtus Bologna         | 1–0       | Parma                   |

1 - Az olasz szövetség döntése alapján, mivel a hazai csapat nem állt ki a mérkőzésre.

### Második forduló
A fordulóban csatlakozó csapat: Treviso.
| 1. csapat              | Eredmény | 2. csapat        |
| ---------------------- | -------- | ---------------- |
| Crema                  | 1–2      | Speranza Savona  |
| Fanfulla Lodi          | 1–4      | Novese           |
| Forti e Liberi Forlì   | 4–0      | Treviso          |
| Juventus Italia Milano | 3–0      | US Torinese      |
| Lucchese               | 5–0      | Rivarolese       |
| Triestina              | 0–3      | Udinese          |
| Vado                   | 5–1      | Molassana Genova |
| Valenzana              | 1–0      | Saronno          |
| Virtus Bologna         | 1–0      | Carpi            |

### Harmadik forduló
A fordulóban csatlakozó csapat: Edera Trieste.
| 1. csapat     | Eredmény | 2. csapat              |
| ------------- | -------- | ---------------------- |
| Edera Trieste | 0–3      | Udinese                |
| Lucchese      | 4–0      | Virtus Bologna         |
| Vado          | 2–0      | Juventus Italia Milano |
| Valenzana     | 3–0      | Forti e Liberi Forlì   |

- A Speranza Savona és a Novese mérkőzés nélkül jutott a következő körbe.

### Negyeddöntő
A fordulóban csatlakozó csapat: Libertas Firenze, Pro Livorno.
| 1. csapat        | Eredmény | 2. csapat |
| ---------------- | -------- | --------- |
| Libertas Firenze | 2–01     | Valenzana |
| Pro Livorno      | 0–1      | Vado      |
| Speranza Savona  | 1–2      | Lucchese  |
| Udinese          | 2–01     | Novese    |

1 - Az olasz szövetség döntése alapján, mivel a vendég csapat nem állt ki a mérkőzésre.

### Elődöntő
| 1. csapat | Eredmény        | 2. csapat        |
| --------- | --------------- | ---------------- |
| Vado      | 1–0 (hu.)       | Libertas Firenze |
| Udinese   | 4–31 (hu.) 1–02 | Lucchese         |

1 - Az olasz szövetség döntése alapján újrajátszás következett.

2 - Megismételt mérkőzés.

### Döntő
| 1922. július 16. |

| Vado          | 1–0 (h. u.) | Udinese |
| ------------- | ----------- | ------- |
| Levratto 118' | (0–0)       |         |

| Stadio Luigi Ferraris, Genova Játékvezető: Pasquinelli |

| Az 1922-es olasz labdarúgókupa győztese: |
| ---------------------------------------- |
| Vado 1. cím                              |